# Женева (аэропорт)
Международный аэропорт Женева (англ. Geneva International Airport), (ИАТА: GVA, ИКАО: LSGG) — швейцарский коммерческий аэропорт, расположенный в четырёх километрах к северо-западу от центра Женевы, недалеко от деревни Куантран. Аэропорт связан с Женевой сетью прямых автобусных маршрутов и маршрутов такси, а также Федеральной железнодорожной магистралью SBB-CFF-FFS.

## Расположение
Северная граница территории аэропорта проходит по государственной границе между Швейцарией и Францией, поэтому фактически здание аэровокзала используется пассажирами из двух стран. В частности, пассажирам, следующим рейсами во Францию (или прибывающими из аэропортов Франции), не требуется прохождение таможенного и иммиграционного контроля в случае, если они остаются во французском секторе терминала аэропорта. Грузовые авиаперевозки также осуществляются в зоны обеих стран, что позволяет считать данный аэропорт грузовым транзитным узлом (хабом) Евросоюза в Швейцарии несмотря на то, что сама страна не входит в состав ЕС.
Территория аэропорта расположена на землях швейцарской коммуны Мейрин и французской коммуны Гран-Саконне. Аэропорт является одним из немногих в Европе, расположенных фактически в черте города.
Международный аэропорт Женева эксплуатирует две взлётно-посадочные полосы, одна из которых является самой длинной полосой в стране (3900 метров), а вторая используется для приёма и отправки легкомоторных самолётов. Аэропорт является главным транзитным узлом для авиакомпаний EasyJet Switzerland, а также вторичным хабом для флагманского авиаперевозчика Swiss International Air Lines. В своё время порт работал в качестве главного хаба для реформированной впоследствии авиакомпании Swiss World Airways, прекратившей свою деятельность в 1998 году.
В аэропорту Женевы размещаются главная штаб-квартира Международного Совета аэропортов и европейская штаб-квартира Международной ассоциации воздушного транспорта (ИАТА).
По данным статистики в 2009 году услугами Международного аэропорта Женева Куантран воспользовалось 11 324 141 человек, что на 1,73 процента ниже аналогичного показателя 2008 года.

## Авиапроисшествия и несчастные случаи
- 2 сентября 1998 года. Рейс 111 Нью-Йорк—Женева, самолёт McDonnell Douglas MD-11 (регистрационный номер HB-IWF) авиакомпании Swissair. Менее чем через час после взлёта из Международного аэропорта имени Джона Кеннеди экипаж доложил диспетчеру о появлении задымления в кабине и затребовал аварийную посадку в Международном аэропорту Галифакс (Канада). Спустя несколько минут самолёт пропал с экранов радаров, упав с эшелона в Атлантический океан к юго-западу от Галифакса. Погибли все находившиеся на борту люди (215 пассажиров и 14 членов экипажа). Расследование причин катастрофы установило факт возникновения короткого замыкания электропроводки в кабине экипажа или в отсеке оборудования, расположенном под кабиной, в результате чего возник сильный пожар на борту. В катастрофе погиб глава «Глобальной Программы по СПИДу» Всемирной Организации Здравоохранения доктор Джонатан Манн[4][5].